# Húdidák

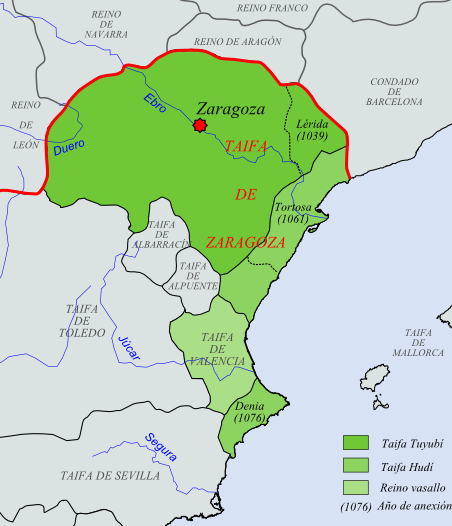
A zaragozai táifa (részfejedelemség) 1080 körül

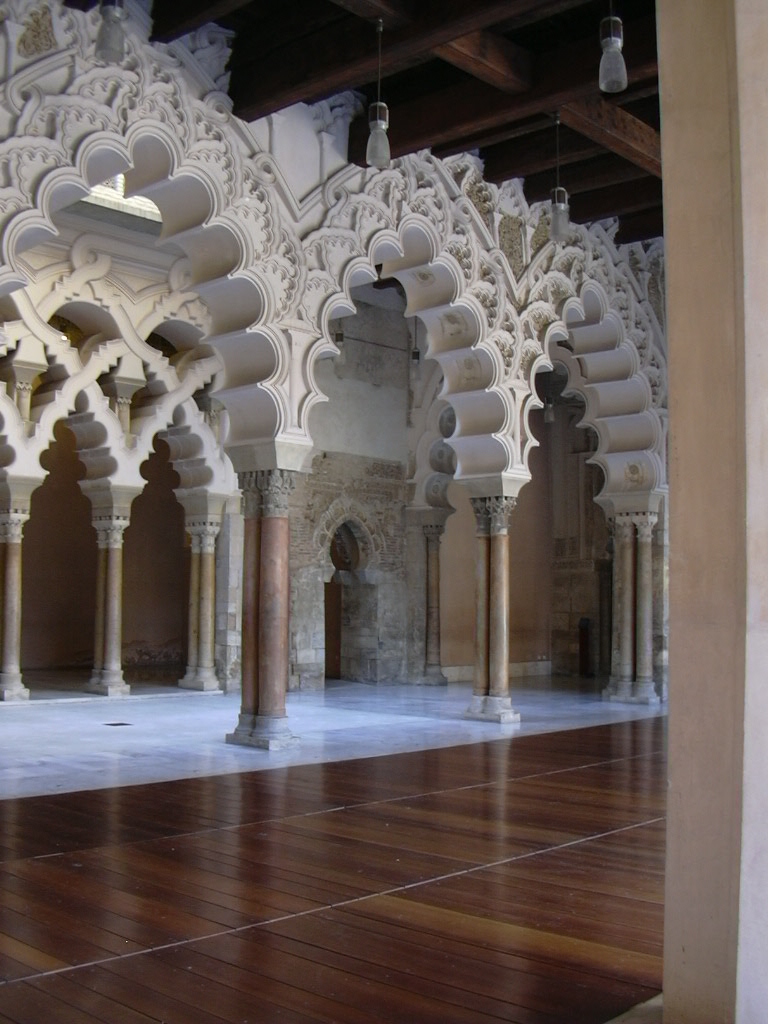
A zaragozai Aljafería palota, amit Ahmad al-Muktadir építtetett

A Húdidák (arabul بنو هود, tudományos átiratban Banū Hūd) egy arab származású muszlim uralkodóház tagjai voltak, akik az Ibériai-félsziget északkeleti részét uralták Zaragoza (Szarakuszta) központtal az ún. táifák (részfejedelemségek) időszakában, 1039-től 1110-ig. Ezután az általuk uralt terület jelentősen csökkent, és 1146-ban az utolsó húdida fejedelem is odaveszett a keresztények elleni harcban.

## A dinasztia története
A Húdidák uralmát az uralkodóként az al-Musztaín billáh nevet felvevő Abu Ajjúb Szulajmán ibn Muhammad ibn Húd al-Dzsudzámi alapította meg, aki a Córdobai Kalifátus szétesése után Zaragozát megszerző Tudzsíbidák támogatójaként emelkedett fel mint Lleida (arabul Lárida, spanyolul Lérida) helytartója. Röviddel al-Mundzir ibn Jahja tudzsíbida fejedelem meggyilkolása után Szulajmán bevonult Zaragozába, és magának szerezte meg a hatalmat (1039 szeptember/október folyamán). Ezzel megszerezte az északon Huescáig, északnyugaton Tudeláig, délnyugaton Calatayudig, keleten pedig Lleidáig terjedő területet az Ebro vidékén. 1046-ban halt meg, miután birtokát felosztotta öt fia között.
Zaragozát örökölő fia, Abu Dzsaafar Ahmad al-Muktadir azonban minden erejével azon volt, hogy fivéreit megfossza örökségüktől, ami uralkodása végéig tartó háborúskodáshoz vezetett Lleidát öröklő öccsével, Júszuf al-Muzaffarral. Eközben sikeresen terjeszkedett dél felé: 1061-ben Tortosa, 1075/1076 során pedig az ámirida Denia került a kezébe. 1064-ben az északi Barbastro normannoktól való visszaszerzésével szerzett dicsőséget. Ugyanakkor időről időre különböző északi keresztény királyok védelme alá helyezte magát, sarcfizetést vállalva. Udvarában jeles irodalmárok (köztük Ibn Ammár, a kiváló költő) keresték fel, és élete végén szolgálatába fogadta Rodrigo Díaz de Vivart, a legendás spanyol hőst is. 1082-ben vagy 1083-ban halt meg.
Fia, a leginkább csak matematikusként ismert Abu Ámir Júszuf al-Mutaman 1085-ben halt meg, ekkor az ő fia, Abu Dzsaafar Ahmad al-Musztaín lépett trónra. Ahmad gyakran háborúskodott az ekkor VI. Alfonz kasztíliai király vezette keresztényekkel, akik Huesca környékén súlyos vereséget mértek rá 1096 novemberében, majd lerohanták Zaragozát is, ahonnan csak az almorávida Júszuf ibn Tásufín közeledése hírére vonultak el. A többi részfejedelemséget elpusztító és elfoglaló Júszuf megkímélte a húdida uralmat, hogy fenntartsa az ütközőállamot saját területei és a keresztény királyságok között. Ahmad 1110 januárjában Tudela közelében, a valtierrai csatában esett el. Utódja, Abu Marván Abd al-Malik Imád ad-Daula már június végén kénytelen volt elmenekülni a hódítás mellett döntő almorávida seregek elől. A várostól nyugatra fekvő Rueda de Jalónba (Rúta) települt, és itt is halt meg 1130-ban, mire korábbi fejedelemségének nagy része már I. Alfonz aragóniai király kezébe került.
Az utolsó húdida uralkodó Abd al-Malik fia, Abu Dzsaafar Ahmad Szajf ad-Daula al-Musztanszir volt, aki 1140-ig bezárólag átadta Ruedát VII. Alfonz kasztíliai királynak Toledo környéki területekért cserébe. 1144-ben aztán az Almorávidák elleni andalúziai lázadás élére állt, és elfoglalta a terület nagy részét: Córdoba, Jaén, Granada, Murcia és Valencia egyaránt a kezére került. Terjeszkedését a keresztények állították meg: 1146 februárjában a chinchillai csatában súlyos vereséget szenvedett és maga is elesett.

## Húdida uralkodók
- Abu Ajjúb Szulajmán ibn Muhammad al-Musztaín (1039–1046)
- Abu Dzsaafar Ahmad ibn Szulajmán al-Muktadir (1046–1082/1083)
- Abu Ámir Júszuf ibn Ahmad al-Mutaman (1082/1083–1085)
- Abu Dzsaafar Ahmad ibn Júszuf al-Musztaín (1085–1110)
- Abu Marván Abd al-Malik ibn Ahmad Imád ad-Daula (Zaragozában: 1110, Ruedában: 1110–1130)
- Abu Dzsaafar Ahmad ibn Abd al-Malik Szajf ad-Daula al-Musztanszir billáh (Ruedában: 1130 – kb. 1040, délebbre: kb. 1140–1146)